# Hygraula nitens
Hygraula nitens là một loài bướm trong họ Crambidae. Chúng thường được tìm thấy ở New Zealand.
Sải cánh của loài này xấp xỉ khoảng 25 mm.
Ấu trùng ăn các loài thực vật Potamogeton crispus và Zostera.